# Józef Broel-Plater
Józef Jan Andrzej Joachim Broel-Plater (ur. 15 listopada 1890 w Kombulu, zm. 30 czerwca 1941 w Dachau) – hrabia, sportowiec, uczestnik igrzysk olimpijskich w St. Moritz w 1928.

## Życiorys
Pochodził z zamożnej szlacheckiej rodziny litewskiej. W 1907 ukończył gimnazjum św. Anny w Krakowie. W latach 1909–1911 studiował filozofię na Uniwersytecie we Fryburgu.
Od października 1914 do marca 1918 był żołnierzem armii francuskiej, pod koniec I wojny światowej służył w Armii Hallera. Biegle władał trzema językami, pełnił funkcję tłumacza dla dyplomatów w Naczelnym Dowództwie. Został awansowany do stopnia porucznika i odznaczony Krzyżem Wojennym.
W czasie II wojny światowej, 21 stycznia 1940 został aresztowany i osadzony w KL Dachau, gdzie zginął w 1941.
Pasjonował się różnymi dziedzinami sportu. Uprawiał szermierkę, automobilizm, narciarstwo i strzelectwo. Na igrzyskach olimpijskich w 1928 zajął 16. miejsce w czwórkach bobslejowych.